# Rana elberti
Rana elberti là một loài ếch trong họ Ranidae.
Nó được tìm thấy ở Indonesia và Timor-Leste.
Các môi trường sống tự nhiên của chúng là các khu rừng khô nhiệt đới hoặc cận nhiệt đới, xavan ẩm, sông, sông có nước theo mùa, đầm nước, đầm nước ngọt có nước theo mùa, và phá nước ngọt ven biển.